# Рамос до Насименто, Андрей
Андре́й Ра́мос ду Насиме́нту (порт.-браз. Andrey Ramos do Nascimento; род. 15 февраля 1998, Рио-де-Жанейро) — бразильский футболист, полузащитник клуба «Коритиба».

## Биография
Андрей — воспитанник клуба «Васко да Гама». 16 июля 2016 года в матче против «Луверденсе» он дебютировал в бразильской Серии B. По итогам сезона Рамос помог клубу выйти в элиту. 8 июля 2017 года в матче против «Фламенго» он дебютировал в бразильской Серии А. 21 января 2018 года в поединке Лиги Кариока против «Нова-Игуасу» Андрей забил свой первый гол за «Васко да Гама».
В 2015 года в составе юношеской сборной Бразилии Андрей выиграл юношеский чемпионат Южной Америки в Парагвае. На турнире он сыграл в матчах против команд Венесуэлы, Эквадора, Перу, Уругвая, Аргентины, а также дважды Парагвая и Колумбии. В поединках против парагвайцев и колумбийцев Рамос забил по голу.
В 2015 году Андрей принял участие в юношеском чемпионате мира в Чили. На турнире он сыграл в матчах против команд Южной Кореи, Англии, Гвинеи и Нигерии.

## Достижения
- Чемпион штата Рио-де-Жанейро (1): 2016 (не играл)
- Победитель юношеского чемпионата Южной Америки (1): 2015